# Phaedyma ophiana
Phaedyma ophiana är en fjärilsart som beskrevs av Moore 1872. Phaedyma ophiana ingår i släktet Phaedyma och familjen praktfjärilar. Inga underarter finns listade i Catalogue of Life.